# George Baker Selection

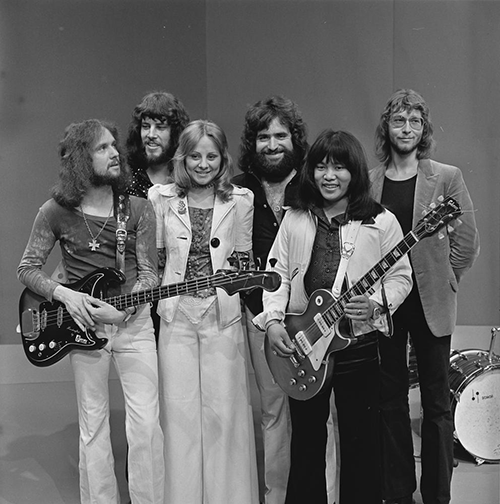
George Baker Selection, 1974.

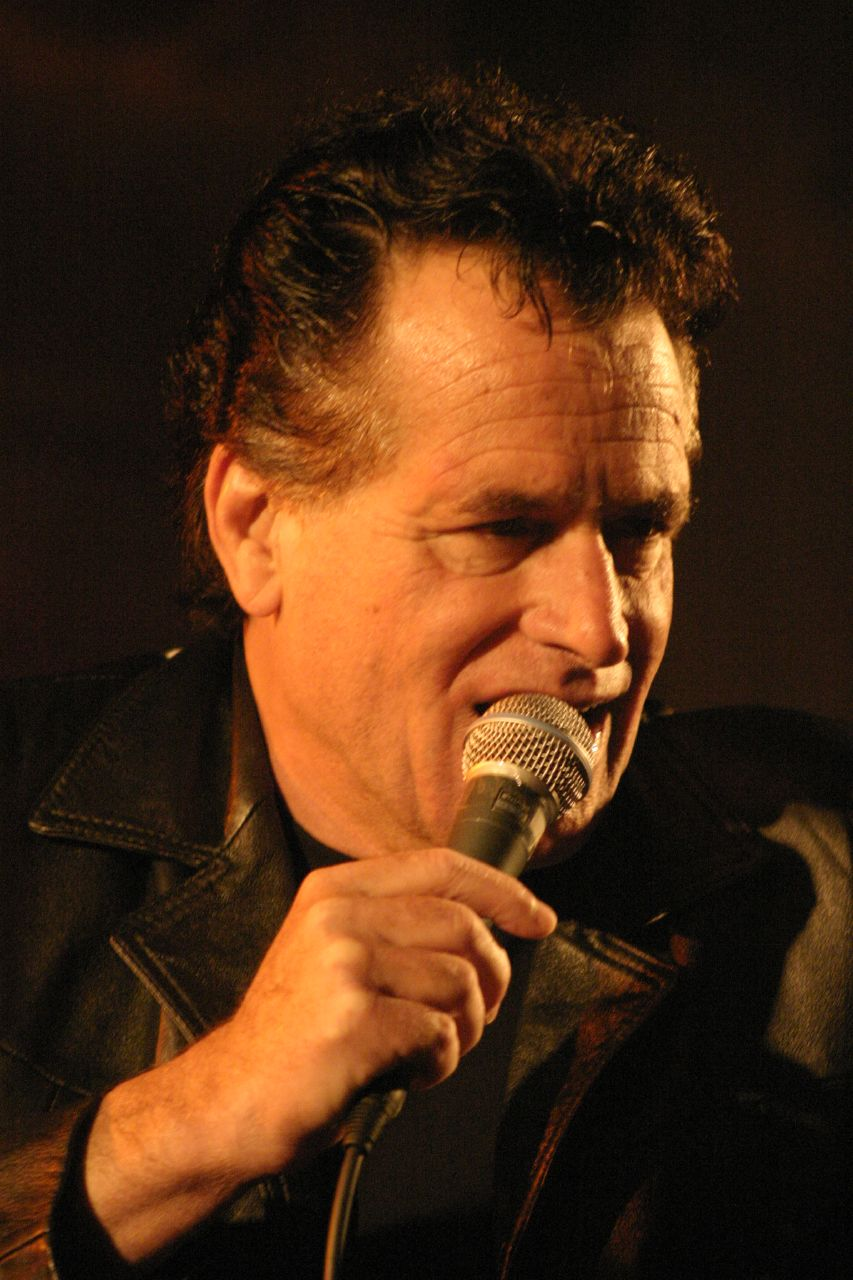
George Baker, 2006.

George Baker Selection, nederländsk musikgrupp bildad 1967 under namnet Soul Invention. 
Medlemmar i gruppen var George Baker (sång, gitarr), Georges Thé (gitarr), Jacubus Anthonius Greuter (keyboard), Jan Gerbrand Wisser (bas), Jan Hop (trummor). 
Gruppen bytte namn inför debutsingeln "Little Green Bag" 1969. Låten blev en hit och sålde också bra i USA. Cor Veerman tog över basen 1971. 1975 fick gruppen sin största hit "Paloma Blanca" vilken bland annat låg etta på Topplistan i Sverige. Baker lämnade gruppen 1977, men kom tillbaka igen 1982.